# Кондахсазов, Роберт Абгарович
Ро́берт Абга́рович Кондахса́зов (26 июля 1937, Тбилиси — 23 июня 2010, Москва) — художник — шестидесятник, заслуженный художник Грузинской ССР, член Союза художников СССР, Грузии и России.

## Биография
Роберт Абгарович Кондахсазов годился в 1937 году в городе Тбилиси в Грузии.
После окончания школы поступил в Тбилисскую академию художеств на факультет живописи, которую окончил в 1963 г.
Работал в жанрах дизайна, оформления интерьеров, книжной графики, сценографии, руководил отделом полиграфии в Тбилисском филиале Всесоюзного института технической эстетики (ВНИИТЭ). Был главным художником Тбилисского театра кукол.
Выставляться стал с 1964 г. Первая персональная выставка прошла в Тбилиси в 1989 г. Последующие — в 2000 и 2003 годах.
С 2005 г. проживал в Москве, где скончался в 2010 году. В 2006 году состоялись персональная выставка в Музейном центре РГГУ «Другое искусство», в культурном центре галереи «Рослин», в фирме «IBM», в Московском доме национальностей.

## Творчество
Роберт Кондахсазов — автор более 1000 работ. Картины хранятся в Государственном музее искусств Грузии, а также частных собраниях России, Армении, Грузии, Великобритании, США, Франции, Бельгии, Голландии, Израиля, Австралии и других стран.

## Выставки
- 1964, 1965, 1967, 1969, 1972, 1975 — ежегодные выставки плакатов в Государственной картинной галерее Грузии

- 1965 — участник выставки живописи и декоративно-прикладного искусства на ВДНХ в Москве

- 1973 — диплом министерства культуры СССР и Всероссийского театрального общества за оформление спектаклей в Грузинском театре кукол

- 1987 — ретроспективная выставка изобразительно искусства Грузии, картина «Вечер» приобретена выставочным фондом дирекции выставок Союза художников СССР

- 1988 — ретроспективная выставка грузинских художников в Центральном доме художника в Москве

- 1989 — персональная выставка в Доме художника в Тбилиси

- 2000 — выставка «Вчера-сегодня», галерея «Вернисаж», Тбилиси

- 2002 — выставка живописи, банк «TBC», Тбилиси

- 2003 — выставка живописи «Калейдоскоп», галерея «Хобби», Тбилиси

- 2003 — выставка «Художники-шестидесятники» , Художественная галерея Грузии

- 2003 — персональная выставка, галерея «Сололаки», Тбилиси

- 2006 — персональная выставка, галерея «Другое искусство» музейного центра РГГУ (филиал Пушкинского музея)

- 2006 — выставка «Диалог культур. Армения-Россия», Московский дом национальностей

- 2008 — выставка «Новая эклектика», выставочный зал Московского Союза художников

- 2008 — персональная выставка, компания IBM, Москва

- 2008 — персональная выставка, галерея «Рослин», Москва

- 2009 — выставка «Арт-мост», Ереван

- 2010 — персональная выставка памяти в Кавказском доме в Тбилиси

## Опыты в литературе
Кондахсазов — автор воспоминаний «Незаконченные тетради», часть которых была опубликована в журнале «Дружба Народов» в 2011 году (№ 9)и в журнале «Русский Клуб» (Грузия) в 2012 году (№ 1). Уделяя основное внимание изобразительном искусству, Кондахсазов оставил после себя воспоминания, стихи, и философские рассуждения.